# Tazayit
Cet article concerne la langue zayane. Pour le peuple zayane, voir Zayanes.
Le zayane (tazayant ou Tazayit ⵜⴰⵣⴰⵢⴰⵏⵜ) est une variante de la langue tamazight du Maroc central qui est une langue berbère, appartenant au groupe des langues afro-asiatiques, qui comprend également les groupes sémitique, couchitique (Afrique de l'Est), l'égyptien ancien et, avec un degré de parenté plus éloigné, les langues tchadiques (haoussa). Il est parlé par les Zayanes, une population berbère du Maroc, dans la région de Khénifra, dans le Moyen Atlas.

## Alphabet
Le tifinagh est reconnu comme alphabet unifiant toutes les variantes de la langue amazighe, laquelle est officielle dans deux  pays, le Maroc (depuis 2011) et l'Algérie (depuis 2016). C'est aussi une langue nationale au Mali et au Niger, mais avec des variantes spécifiques.
L’amazighe de l'Atlas central marocain n'est pas considéré comme normatif pour les variantes des autres pays de la région, même s’il bénéficie au Maroc d'un programme officiel de soutien et de promotion dans l'éducation et le développement culturel. I s'agit davantage d'une langue « chapeau » (un peu comme a pu l'être le français au début de sa normalisation tardive en France comme langue chapeau des langues d'oïl et plus tard des langues occitanes de France avant qu'il ne s'impose contre elles devenues des dialectes « vulgaires »). Le tazayit n'en est pas encore là, et la normalisation marocaine reconnait qu'il peut exister des variétés régionales qu'elle n'entend pas effacer mais au contraire aider à enrichir par échanges mutuels.
Néanmoins c'est cette variante linguistique qui a servi de base essentielle à la normalisation de l'alphabet tifinagh (qui a lui aussi ses propres variantes régionales, comme il peut en exister aussi pour d'autres alphabets comme l'alphabet latin utilisé par les langues turciques, ou les variantes occidentales de l'alphabet cyrillique, ou encore les adaptations de l'alphabet hébreu pour le yiddish). Ces variantes de l'alphabet restent toutefois lisibles et largement utilisables pour toutes les langues amazighes et berbères (avec quelques difficultés ou ambiguïtés toutefois pour l'écriture du peul traditionnel du sud de l'Algérie à la Libye).

## Histoire
Le 17 octobre 2001, le discours d'Ajdir, adressé par le roi Mohammed VI à Khénifra, lors de la cérémonie d'apposition du Sceau chérifien scellant le dahir, crée et organise l'Institut royal de la culture amazighe (IRCAM). Ce discours a permis de donner de nouvelles impulsions aux défenseurs de la thèse amazighe en tant qu'entité nationale et patrimoine incontournable.
L'amazighité est une référence d'identité ethnique, culturelle et linguistique, pour plus de 65 % de la population au Maroc, mais les mouvements amazighes se plaignent d'une marginalisation  flagrante à tous les niveaux ...

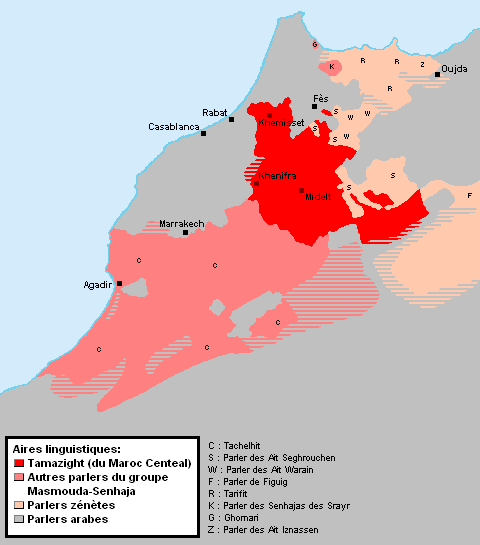
En rouge: espace linguistique du Tamazight du Maroc central